# Thorpe St Andrew
Thorpe St Andrew – wieś i civil parish w Anglii, w hrabstwie Norfolk, w dystrykcie Broadland, położona w bezpośrednim sąsiedztwie miasta Norwich, na wschód od niego, na północnym brzegu rzeki Yare, na skraju obszaru chronionej przyrody The Broads. W 2011 roku civil parish liczyła 14 556 mieszkańców. Thorpe St. Andrew zostało wspomniane w Domesday Book (1086) jako T(h)orp.